# Marinha com Barco (Castagneto)
Marinha com Barco é um quadro de 1885, pintado com tinta a óleo em painel de madeira pelo pintor brasileiro Giovanni Battista Castagneto. A tela representa uma marinha com um barco, tema recorrente na vida do artista e um dos temas representados pelo paisagismo. Pintores paisagistas procuram inspiração para suas obras de pinceladas rápidas na natureza.
Por Giovanni Battista Castagneto retratar muitas marinhas, mares e barco passou a ser identificado como marinhista.   “E como o mar, a sua pintura é forte e é doce, é rápida e é vagarosa, tem asperezas e tem carícias, parece transparente e parece compacta, brilha e se entenebrece”. (GONZAGA-DUQUE, 1995. p.198).
Hoje a obra faz parte do acervo do Museu de Arte de São Paulo - MASP. Não é possível identificar qual marinha é retratada na tela, Giovanni Battista Castagneto diluia a realidade com suas pinceladas, transformando a paisagem em arte. As obras do pintor dificilmente são usadas como documento histórico de como era a paisagem da época (1851 - 1900, período de vida do artista), por causa da impossibilidade de afirmar que local representam. Por outro lado, Marinha com Barco, entre outras telas de Giovanni Battista, representa uma categoria da arte brasileira, o paisagismo e no caso de Giovanni, assim como outros do Grupo Grimm, um paisagismo mais ousado, que foi pouco aceito pela Academia Imperial de Belas Artes.

## Descrição deMarinha com Barco
Para compor a tela Marinha com Barco, o pintor realizou a pintura en plen air (ao ar livre), característica de seu aprendizado com Georg Grimm (1846-1887). Como em seus outros quadros, em Marinha com Barco Giovanni Battista Castagneto demonstra o apego à técnica rápida e sintética para reproduzir a paisagem
A obra Marinha com Barco é composta pela representação de um barco marrom escuro na paisagem com o mar, o céu, as ondas e a margem praticamente diluídos na atmosfera do quadro. A tonalidade da obra mostra uma paleta de cores simples, com tons ocres, beges, areias, marrons, uma paleta acastanhada.
As pinceladas rápidas e precisas criam um clima de calmaria, o barco repousa nas águas calmas do mar, pequenas ondas e marolas dão movimento à cena. Pelos traços de Castagneto a paisagem se desfigura do real, não é possível de ser reconstituída, ou seja, não é possível identificar o verdadeiro local representado no painel de madeira, não é possível confirmar a qual praia a obra se refere. Por outro lado, é possível perceber as sensações que a obra desperta.
Percebe-se, então, que as cores predominantes são tons verdes e cinzas. E as formas são construídas a partir de pinceladas largas e agressivas, não há traços finos e definidos que dividam os elementos retratados. O contrário é observado, os elementos se misturam, quase se fundem, isso devido à técnica utilizada pelo pintor, conhecida como pincel seco, na qual há várias camadas de tintas, mas uma não cobre a outra.

## Contexto da Obra
Foi a partir dos anos 60, do século XIX, que o gênero da paisagem foi considerado arte. Até então, o mesmo não se equiparava aos temas nobres da Academia Imperial de Belas Artes e só era admitido como acessório, ou seja, pano de fundo, ou elemento de contemplação. Desse modo a natureza e a paisagem aparecem como temas que romperam com os outros propostos pela Academia, como o da religião, ou da ilustração da Corte no Brasil, por exemplo.
“O laborioso e frio trabalho de ateliê iria, pouco a pouco, sendo substituído pela tarefa entusiasta do artista com seu cavalete postado ao ar livre…” (CAMPOFIORITO, 1983)
Até que o ensino do gênero de paisagem entrou na Academia de Belas Artes. Vitor Meireles chegou a ser o professor dessa disciplina. Entre 1878 e 1880, Meirelles saiu de licença do cargo e o pintor Zeferino da Costa substituiu-o. Zeferino era bom pintor, mas não se interessava por esse tipo de pintura. Mesmo assim, ele tinha consciência de que o gênero não se aplicava muito ao espaço fechado que a Academia proporcionava. Em relatório de 1877 sobre os trabalhos escolares, ele disse: “O paisagista precisa fazer excursões e não será, certamente, dentro da Academia, com horas marcadas oficialmente, e a copiar paredes, portas e janelas, que aprenderá a pintar paisagem.” (ZFERINO, 1877) Em 1890, o ensino de paisagem teve fim na instituição, já que os professores não se dispunham a dar aulas ao ar livre para os alunos.
Mas antes desse fim, em 1882, a pintura de paisagem tomaria outro rumo no país. Nesse ano, o alemão Georg Grimm - devido ao sucesso de suas obras do gênero, pintadas em viagens pela Europa, pelo interior de Minas Gerais e expostas pela Sociedade Propagadora de Belas Artes, foi convidado para assumir o cargo de professor de pintura de paisagem na Academia de Belas Artes. Ele tinha uma mente contrária a pintura convencional do ateliê, e dizia para os alunos que o artista se faz frente à natureza e que um paisagista precisava desse contato permanente com o ar livre. Assim, abandona as aulas dentro do ateliê levando seus discípulos para fora da instituição, para a natureza, o que a Academia não encarou com bons olhos. Ele é demitido da Escola, mas seus alunos não o abandonaram, deixando o estudo acadêmico para seguir o mestre pela natureza carioca. Do “Grupo de Grimm” surgem pintores como Antônio Parreiras, Domingo Vázquez, França Júnior, Hipólito Caron, Francisco Joaquim Gomes Ribeiro e Giovanni Battista Castagneto.
Em 1877, Lorenzo Battista, pai de Giovanni Battista Castagneto, requere o ingresso do filho na Academia Imperial de Belas Artes. Para isso precisou falsificar duas informações: que residiam no Brasil desde 1862, sendo que chegaram no país em 1874; e que o filho tinha 16 anos, quando na verdade tinha 26 anos. Essa falsificação, da idade do artista, foi necessária para que ele pudesse entrar na escola, já que a idade máxima era de 17 anos. Porém, no futuro causou confusão para saber o ano exato de seu nascimento.
As produções de Castagneto ocorreram em dois ‘Brasis’ diferentes. Até 1890, ele pintava em um país monarquista que era devoto aos padrões da Academia Imperial de Belas Artes, e aos benefícios e regalias que Dom Pedro II oferecia aos artistas, Castagneto nunca concordou muito com a Academia e nem recebeu regalias do Imperador. Em alguns casos, o Imperador até financiava cursos no exterior para os pintores. A partir de 1891, porém, Giovanni Battista passa a pintar em na República Federativa do Brasil. Com a instauração do novo governo, iniciou um grande movimento contrário ao poder que a Academia Imperial de Belas Artes exercia no meio artístico brasileiro. Porém, tal movimento demoraria para diminuir o poder e a influência da Academia. O próprio Giovanni Battista não pode ver isso acontecer, pois seguiu viagem para Bordéus, França, com o intuito de aprofundar-se em sua arte.
Um ano antes de pintar o quadro Marinha com Barco, em 1894, Giovanni Battista Castagneto assume o cargo de professor de desenho no Liceu de Artes e Ofícios, Guaraní,  Niterói.
1895 não foi o ano mais produtivo do pintor, ele produziu cerca de 9 obras, sendo uma delas Marinha com Barco. Nesse ano, em junho, Giovanni Battista inaugura uma grande exposição apenas com suas obras no Salão Nobre do Banco União, em São Paulo. Ele também participa da Exposição Geral de Belas Artes, realizada pela Academia Imperial de Belas Artes, no Rio de Janeiro. Mesmo com a instauração da República e com os grandes movimentos de artistas contra o conservadorismo da Academia, a instituição ainda tinha grande influência no mundo da arte no Brasil. Ainda em 1895, em outubro, Castagneto expõe individualmente no Salão de Concertos da Paulicéia, São Paulo. Parte do lucro das vendas de seus quadros, 5%, fora doado para maternidades e creches, porém, a exposição termina antes do prazo previsto. Giovanni Battista ainda estava doente de uma viagem que fizera para Santos e por problemas de saúde teve que encerrar a mostra e volta para o Rio de Janeiro.
Cinco anos mais tarde, no dia 29 de dezembro, Giovanni Battista Castagneto falecia na Casa de Saúde do Dr. Ferreira Leal, no Botafogo. A causa do óbito foi mesenterite (inflamação do mesentério) e arteriosclerose, desconfiam que a infecção tenha sido apanhada na viagem de Santos em 1895. A artista partiu com 49 anos de idade.

## Um pouco sobre Giovanni Battista Castagneto
Giovanni Battista Castagneto nasceu em 1851 em Gênova, Itália. O filho de camponeses veio para o Brasil em 1875 e entrou na Academia de Belas Artes, no ateliê de paisagem de Georg Grimm. Castagneto seguiu o mestre quando esse abandonou a Academia para entrar em pleno contato com a natureza. Com a prática, mostrou-se um ótimo pintor de marinhas, um marinhista. Castagneto era boêmio, despreocupado e nem sempre tinha dinheiro para comprar telas, o que não o impedia de pintar. Assim, passou a pintar em pequenas tábuas de tampa de caixa de charutos, característica única do artista que destacou-o no meio. Com essa informação, pode-se pensar que por ser boêmio e pobre, que ele trabalhasse em qualquer tipo de material que tivesse. Pelo contrário, percebe-se uma preocupação do artista em qual tipo de suporte pintar e qual tipo de textura conseguirá com dado suporte. O que pode explicaria o uso das tampas de caixas de charuto, já que são de madeira e inflexíveis, o que, para algumas tintas, é melhor. Pois a flexibilidade da tela pode, com o tempo e com o processo de ajustamento da tinta, “empastar” a obra (formar relevos na obra a partir da camadas grossas de pinceladas realizadas), o que nas finas tampas de madeira das caixas de charuto era possível controlar melhor. Em 1884, Grimm e Castagneto foram condecorados com a medalha de ouro da Exposição Geral de Belas Artes.
Descrição do Gonzaga Duque (Bibliografia n. 1.21.) de Giovanni Battista: “... de estatura meã, menos músculos do que nervos nos membros secos, nariz em adunco de rapina, loura barba, que lhe emoldurava o rosto, bipartida ao queixo; olhos grandes e azuis, um sombrero negro, forçado um pouco à nuca, sobre a crespa cabeleira cor de tabaco turco. Assim o tenho diante de mim, tal ele fosse tempo de insubmissão e utopias, exatamente o mesmo, no seu tipo físico e na sua inteireza moral. Eu bem o percebo! Aí está ele, de ombro ao portal, em trajes de homem desprevenido de cuidados mundanos, uma ponta de cigarro mascado no canto da boca sensual, o espírito rebelado contra a convenção e a injustiça.”

## Análise
Os protagonistas dos quadros de Giovanni Battista são embarcações simples de pesca, canoas que na tela recebem atenção especial e ganham dignidade e imponência, que misturadas ao oceano e/ou ao ambiente de marinhas são desenhos admiráveis sob todos os aspectos.
“Os objeto sólidos - barcos, edificações, pedras - apresentam uma configuração que os diferencia dos elementos líquidos - mar ou riachos - e do elemento fluido - céu.” (LEVY, 1982) Isso quer dizer que o artista ia além da imitação da realidade dos objetos e cenas que retratava. Essa divisão entre os elementos tornava os objetos definidos e mostrava ser um código estético independente, soluções e problemas plásticos que só a pintura ao ar livre poderia proporcionar e que eram únicos de Govanni Battista. Além do ar livre, foi o trabalho com a tinta óleo que deu tamanha liberdade de criação para Castagneto, “Ao examinarmos a sua produção com suficiente amplitude verificamos claramente que a técnica é sinônimo de liberdade.” (LEVY, 1982)
Giovanni Battista Castagneto se preocupava com o suporte que usaria. A tela dá um toque diferente do da madeira, por exemplo. Castagneto gostava muito de usar a madeira para suas obras, isso devido à técnica que ele explorou a fundo usando tinta óleo e madeira. Plena pasta, técnica que  proporciona o empastamento, relevos produzidos a partir de diversas camadas de tinta. Percebe-se como Castagneto dominava  a técnica, já que seus quadros, incluindo Marinha com Barco, apresentam certa textura, certa movimentação. Percebe-se, por exemplo, o movimento do pincel de Castagneto e o empastamento no céu do quadro e no mar.
Outra técnica utilizada pelo artista era o método direto. Nesse método, o artista coloca-se frente ao motiva a ser pintado e com espontaneidade faz a pintura pegando as essências e formas diretamente do natural. Gonzaga Duque observou a técnica do pintor: “... para esse processo de fazer, à la diable, possui ele o braço rápido e certo, o toque exato e a vista perspicaz.” Uma vez pintando ao ar livre e frente à cena natural, o artista não tem tempo para esperar as primeiras camadas de tinta secar, e pinta sobre elas.
Pincel seco é outra técnica impressa pelo artista na tela Marinha com Barco. Nesse processo, o artista faz várias camadas de tinta, mas sem que uma cubra a outra por inteiro. Desse modo, ele consegue texturas diferentes, e é uma solução para conseguir diferentes cores para a pintura ao ar livre. Como pode-se observar nas ondas e marolas que sustentam o pequeno barco no mar, assim como, na margem inferior.
“Em sua obra a marca do fazer deixa-nos o pintor inteiramente revelado, aflora o emocional, e o pincel torna-se extensão de seu sentimento, de seus impulsos mais diretos.” (LEVY, 1982). É o que diz Carlos Roberto Maciel Levy sobre a técnica de “trabalho do pincel” utilizada por Castagneto. Tal método revela todos os movimentos do pintor ao fazer a tela, mostra a espontaneidade única de cada obra. Isso dificultou muito os plagiadores e os falsificadores de obra, pois cada pincelada de Giovanni Battista está à mostra e é diferente uma da outra. Para quem desconhece esse fato, as obras do artista podem parecer repetitivas, mas por não usar nenhuma fórmula, ou um padrão pré-estabelecido nenhuma de suas criações se repetiu. Para que isso fosse possível, Castagneto utilizou objetos que a Academia, sem dúvida, reprovaria, como gravetos, cabos de pincéis, cordas esfiapadas que ele usava até alcançar os efeitos desejados.

## Leitura complementar
- LEVY, Carlos Roberto Maciel. O grupo Grimm: paisagismo brasileiro no século XIX. Rio de Janeiro: Pinakotheke, 1980. (Série Prata)
- OLIVEIRA, Helder. As 'séries' na produção pictórica de Castagneto. In: AREND, Silvia Maria Fávero, CAMPOS, Emerson César de, LOHN, Reinaldo Lindolfo, NONNENMACHER, Marilange, STAROSKI, Viviam. Anais do III Simpósio Nacional de História Cultural – Mundos da Imagem: Do Texto ao Visual. Florianópolis, GT História Cultural/ANPUH Associação Nacional de História/UFSC/UDESC/CNPq/CAPES.
- OLIVEIRA, Helder. Olhar o mar: Giovanni Castagneto: um estudo sobre as obras 'Marinha com barco', e 'Paisagem com rio e barco ao seco em São Paulo “Ponte Grande”', 1895. Campinas: Dissertação de mestrado em História da Arte, IFCH, Unicamp, 2007
- OLIVEIRA, Helder. Por uma historiografia da pintura de paisagem no Brasil (1816-1890).[ligação inativa]
- PEIXOTO, Maria Elizabete Santos. Pintores Italianos no Brasil durante o século XIX. Rio de Janeiro: Pinakotheke, s/d.
- SEIS grandes pintores: João Baptista da Costa, Clodomiro Amazonas, Giovanni Battista Castagneto, Antonio Garcia Bento, Pedro Alexandrino e Jurandir Ubirajara Campos. Santos: Fundação Pinacoteca Benedicto Calixto, 1993. Catálogo de exposição.
- BARRETO, Maria. João Batista Castagneto. Anuário do Museu Nacional de Belas Artes, Rio de Janeiro, MNBA, número 06
- BERGER, Paulo (org.). Pinturas e Pintores do Rio Antigo. Rio de Janeiro, Kosmos.
- PERLINGEIRO, Max. Giovanni Battista Castagneto. Castagneto: 1851-1900. Rio de Janeiro, Edições Pinakotheke [catálogo de exposição].
- GONZAGA-DUQUE, Luiz. A arte brasileira. São Paulo: Mercado de Letras, 1995 (1888?).
- JOÃO Baptista Castagneto (1862-1900). São Paulo: Sociarte, 1978. Catálogo de exposição.
- MAGALHÃES, Ana Gonçalves. Claude Monet: “A Canoa sobre o Epte” e “A ponte japonesa sobre o laguinho das ninféias em Giverny” do MASP. Dissertação (Mestrado em História da Arte) IFCH-UNICAMP, Campinas: 1995.